# Świat na haku i pod kluczem
Świat na haku i pod kluczem. Eseje – zbiór esejów Aleksandra Wata wydany po śmierci pisarza w Londynie w 1985 r.
Trzy pierwsze eseje zbioru opublikowano wcześniej na łamach paryskiej „Kultury”. Esej Czytając Terca, napisany pod pseudonimem Stefan Bergholz,  ukazał się pierwotnie w 1961 r. jako wstęp do tomu opowiadań pt. Opowieści fantastyczne Abrama Terca (pseudonim młodego krytyka i prozaika rosyjskiego Andrieja Siniawskiego). Pozostałe szkice powstały w Berkeley w latach 1963-1964, równolegle z „Moim wiekiem”. Odczytane zostały z zachowanych w archiwum Wata rękopisów – trudno czytelnych, pogmatwanych, fragmentarycznych, wielowariantowych notatek. Zrekonstruował i zredagował je Krzysztof Rutkowski. W odczytaniu tekstów pomagała żona pisarza Ola Watowa. 

## Zawartość
- Klucz i hak
- Śmierć starego bolszewika
- Czytając Terca
- Kilka uwag o związkach  między literaturą i rzeczywistością sowiecką (wykład oksfordzki)
- Dziewięć uwag do portretu Józefa Stalina
  - I. Pisma Józefa Stalina. Styl i formacja (intelektualna) 
  - II. Formacja Stalina. Lektury
  - III. Jednostka. Jedyny i jego własność
  - IV. Wychowawca ludzkości. Terror doskonały
  - V. Socjomachia Stalina

Pozostałe rozdziały (VI-IX): Organizator manii; Gloria i schyłek zwycięzcy. Śmierć tyrana; Rozważania fizjonomiczne; Posłowie –  nie zostały napisane.
- Dostojewski i Stalin
- Dostojewski i Domoso Cortés
- Rapsodie polityczne. Uwagi starego czytelnika gazet o geometrii polityki
- Prawdziwy początek Iwana Denisowicza